# Bisbat d'Estrasburg

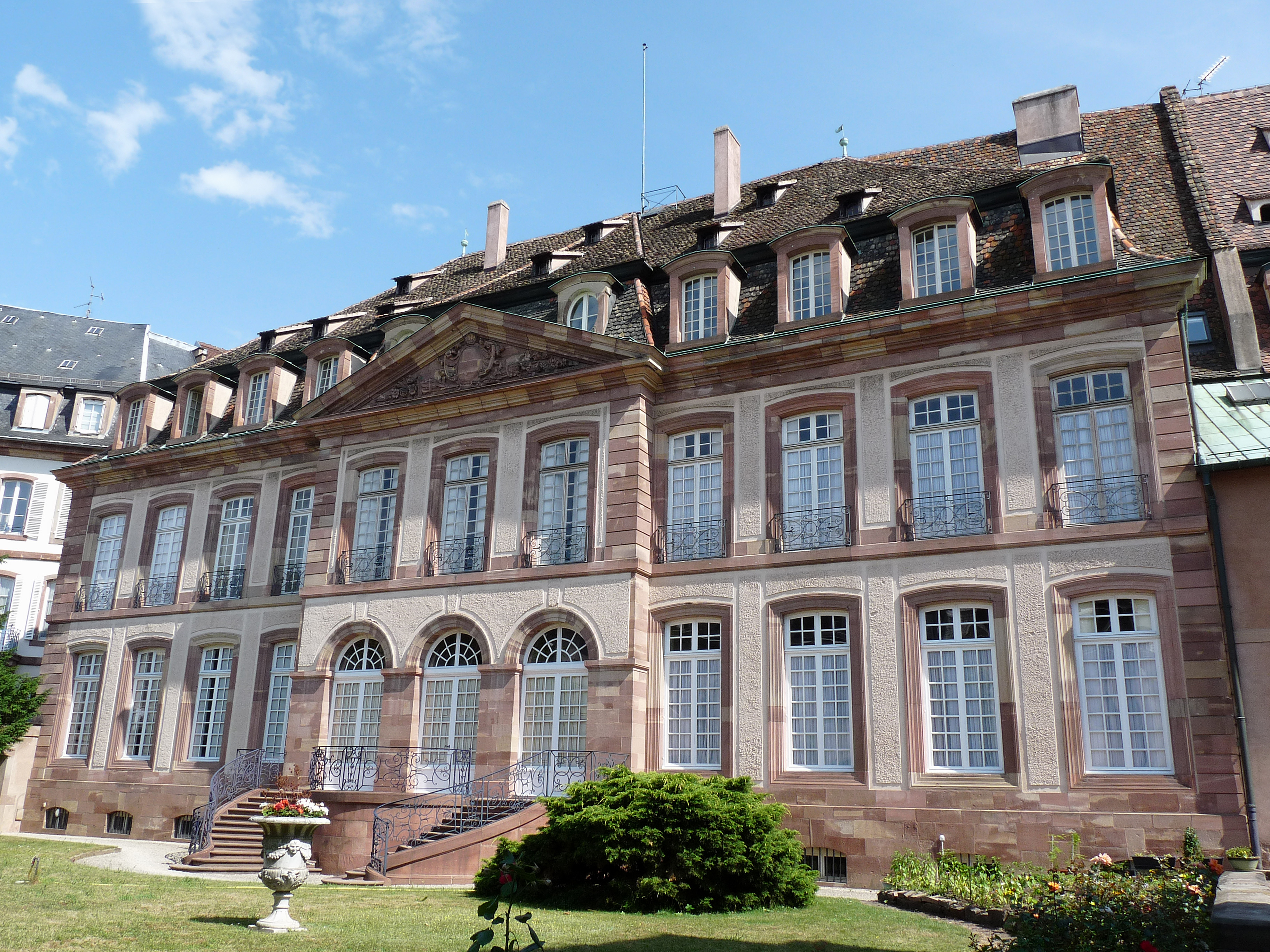
Seu del bisbat del bisbat a Rue Brûlée

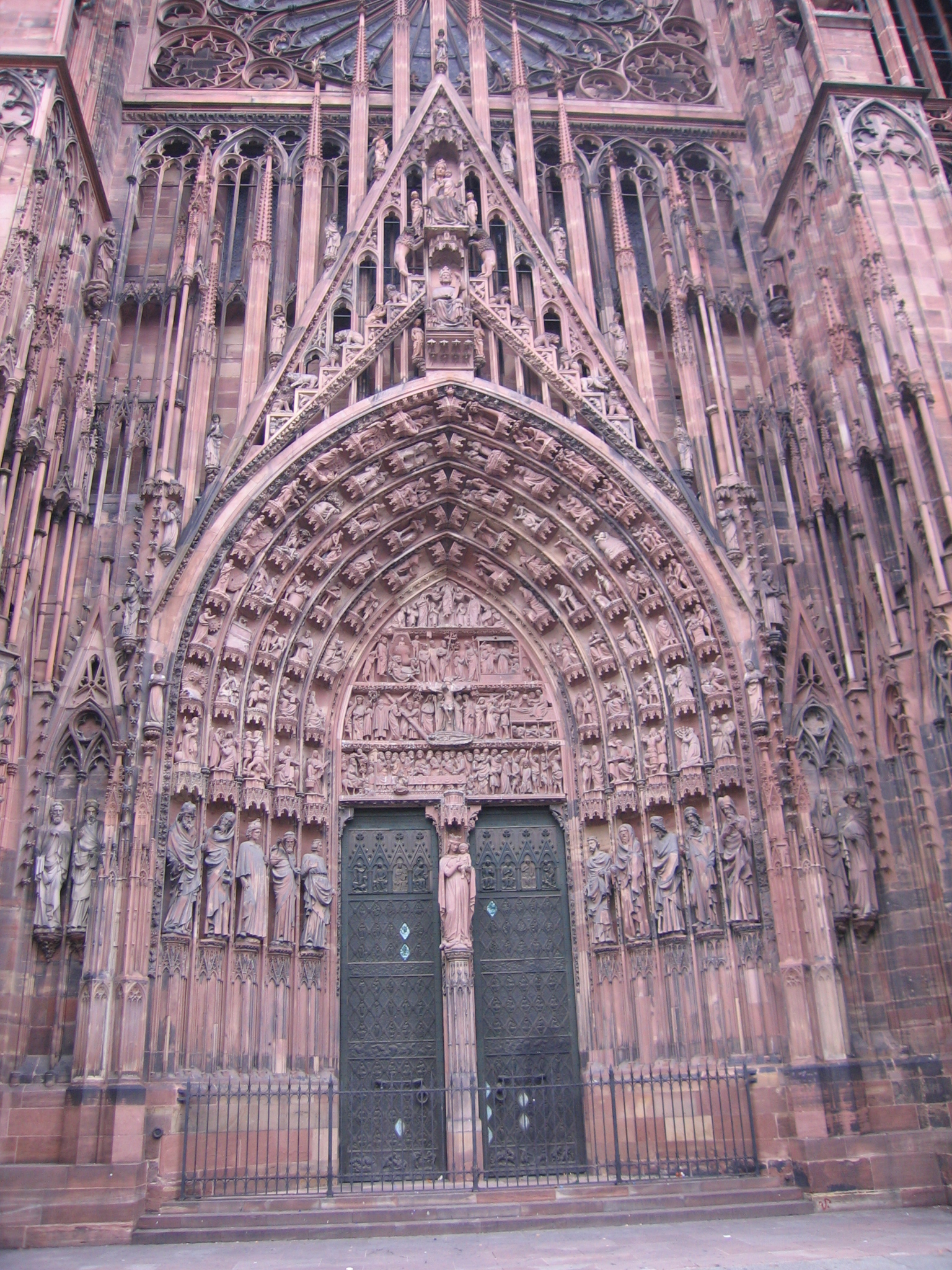
Porta de la catedral.

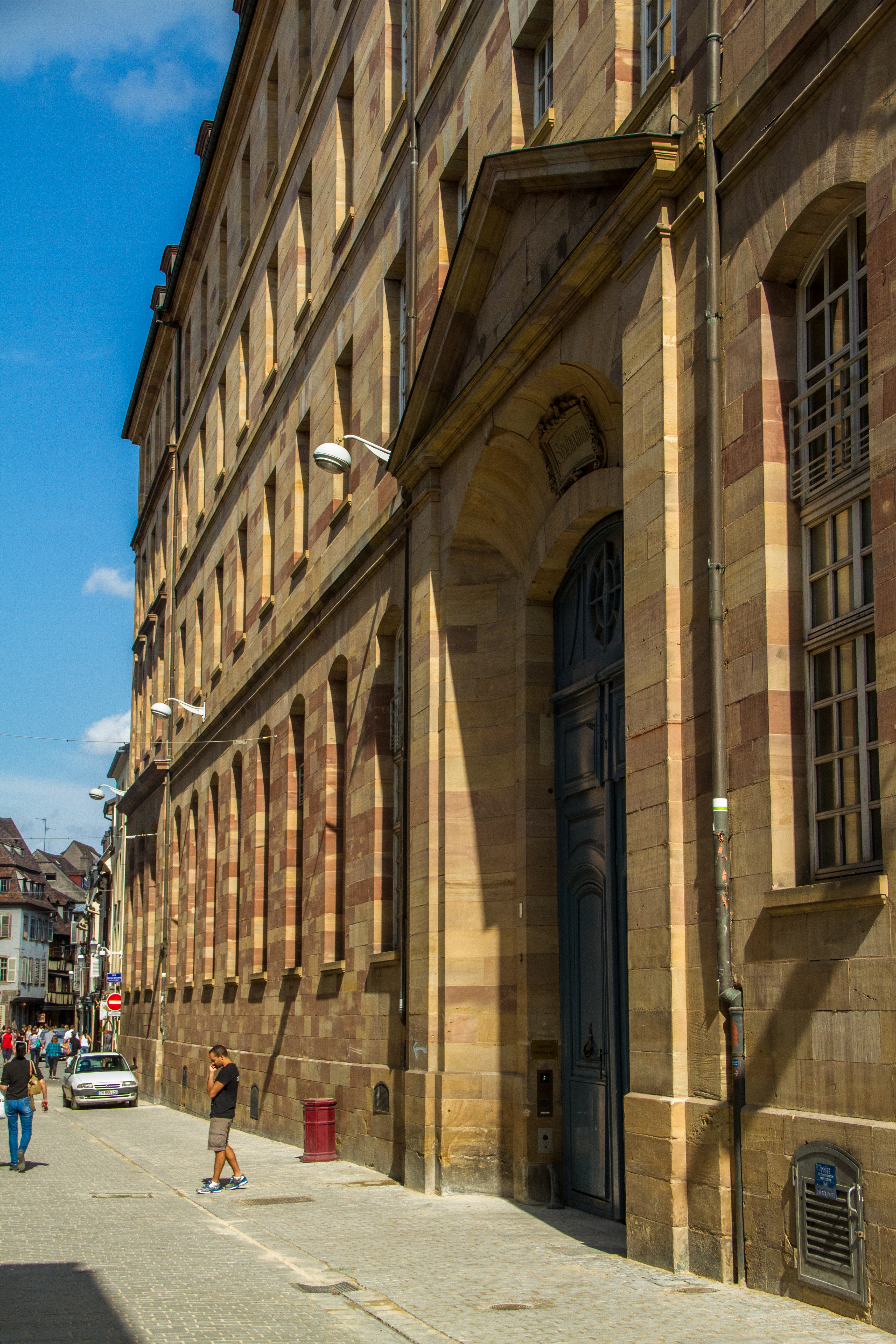
El seminari major d'Estrasburg.

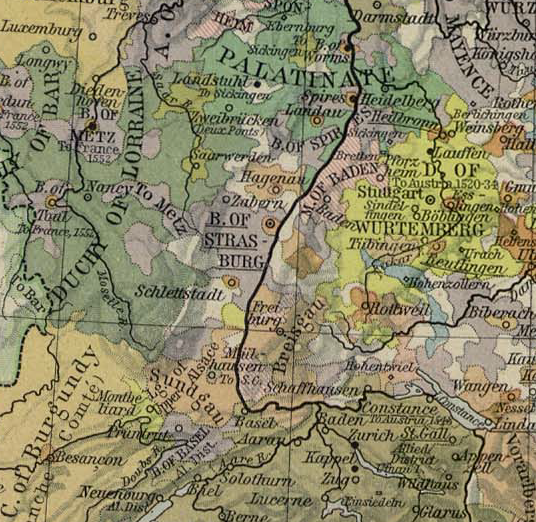
Mapa del principat ecclesiàstic d'Estrasburg vers el 1547.

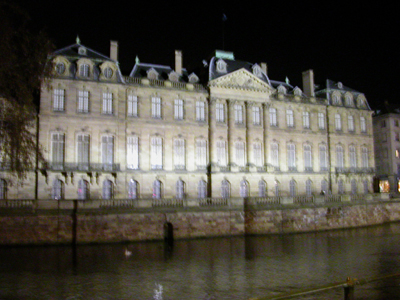
El palau dels Rohan, fet construir entre el 1728 i el 1741 pel bisbe Armand I de Rohan-Soubise com a nou palau episcopal, avui seu de diverses institucions museístiques ciutadanes.

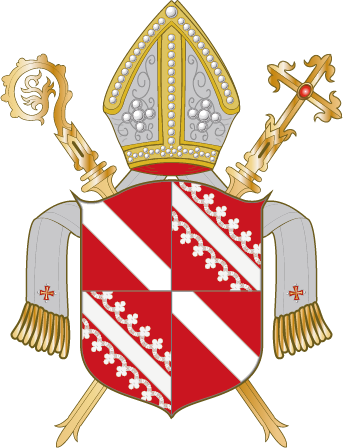
Escut de la diòcesi.

L'arquebisbat d'Estraburg (francès:  Archidiocèse de Strasbourg, llatí: Archidioecesis Argentoratensis o Argentinensis) és una seu de l'Església Catòlica, immediatament subjecta a la Santa Seu. Al 2014 tenia 1.380.000 batejats sobre una població de 1.843.000 habitants. Actualment està regida per l'arquebisbe Pascal Delannoy.
Els bisbes d'Estraburg foren l'autoritat eclesiàstica de la diòcesi d'Estrasburg (o de Sant Arbogast d'Estrasburg) i prínceps de l'Imperi fins a la revolució francesa. El bisbat fou elevat a arquebisbat l'octubre de 1988 durant la visita del papa Joan Pau II. L'arquebisbe (i abans bisbe) és un dels dos únics del món que no és nomenat pel papa sinó pel President de la República (l'altra és el bisbe de Metz) en continuació del concordat del 1801 que no va ser reemplaçat per la llei francesa del 1905 sobre la laïcitat de la república i la separació de l'estat i de l'església, com que aquest territori i Metz, el 1905 eren sota govern prussià que va mantenir l'acord de 1801.

## Territori
La diòcesi tota l'Alsàcia, composta pels departaments francesos del Baix Rin i de l'Alt Rin.
La seu arxiepiscopal és la ciutat d'Estrasburg, on es troba la catedral de Nostra Senyora. Construïda entre el 1015 i el 1439 en estil tardogòtic, aquest edifici de 142 metres d'alçada va ser el més alt del món entre el 1625 i el 1847, i seguí sent l'església més alta del món fins al 1880, quan va ser superada per la catedral de Colònia. Avui és la quarta església catòlica més alta del món.
El territori s'estén sobre 8.280 km², i està dividit en 767 parròquies, agrupades en 14 zones pastorals.

## Història
Argentoratum, l'actual Estrasburg, era una antiga ciutat romana que formava part de la província de Germania Prima, com ho demostra la Notitia Galliarum de principi del segle v.
El cristianisme va arribar a Argentoratum a la primera meitat del segle iv; el primer bisbe conegut és Amand, el nom del qual s'esmenta a les actes del pseudo concili de Colònia del 346. En el segle v la ciutat va ser destruïda per la invasió dels alamans. Des del segle vi, amb l'annexió de la regió per primera vegada en el regne merovingi de l'Austràsia i més tard amb l'Imperi Carolingi, el cristianisme va ser capaç de difondre's i consolidar-se gràcies al treball de dos sants bisbes, Arbogast i Florenci, i dels monjos missioners irlandesos, entre les quals cal esmentar a sant Gal i sant Columbà. Al concili de París del 614 va participar el bisbe Ansoald.
Amb l'aparició de l'organització eclesiàstica, Estrasburg es va convertir en part de la província eclesiàstica de l'arxidiòcesi de Magúncia, respectant l'antiga divisió administrativa romana, on formava part de la mateixa província, igual que les diòcesis de Worms i d'Espira. Aquesta estructura d'organització eclesiàstica es va mantenir sense canvis, malgrat tots els canvis polítics a la regió, fins a la Revolució Francesa.
Al segle ix, la diòcesi incloïa l'actual Baix Rin (amb excepció de la regió de Wissembourg-Lauterbourg i el districte de Marmoutier-Neuwiller), l'Ortenau a la riba dreta del Rin, i els districtes de Rouffach, Soultz i Lautenbach a l'Alt Rin. Limitava al nord amb la diòcesi d'Espira, a l'est i sud-est amb la de Constança, al sud-oest amb la diòcesi de Basilea, i a l'oest amb les diòcesis de Metz i de Sant-Dié.
Encara al segle ix, Alsàcia es va convertir en part del Sacre Imperi Romanogermànic i el bisbe d'Estrasburg va començar a adquirir poders comtals amb possessions a banda i banda del Rin. El bisbat va esdevenir un estat clientelar de l'imperi des del segle xiii fins al 1803 amb l'excepció d'Estrasburg, que tenia la condició de ciutat imperial lliure des del 1262.
Cap al final de l'edat mitjana, Estrasburg va ser el bressol d'un moviment espiritual conegut com la "mística renana", que tenia entre els seus principals exponents Eckhart, Tauler, Nicolau d'Estrasburg i Heinrich Seuse.
Durant l'època de la Contrareforma (segle xvi) i Estrasburg el Alsàcia van ser lloc de conflictes entre protestants i catòlics, una lluita que comportà que la seu episcopal quedés vacant. Les dues parts lluitaven per imposar el seu propi candidat; sempre va aparèixer la part catòlica, d'aquesta manera va aconseguir mantenir-se el catolicisme a Estrasburg i la regió. No obstant això més de 200 parròquies i la mateixa catedral van convertir-se a la fe protestant.
Amb la Pau de Westfàlia de 1648, Alsàcia es va convertir en el territori del Regne de França. D'aquesta manera, la diòcesi es trobava dividida entre dos estats: els territoris de la riba esquerra del Rin van ser annexades per França, mentre que a la riba dreta eren part de l'imperi. Fins i tot els poders comtals del bisbe van quedar reduïts a només els territoris imperials (regions d'Oberkirch, Ettenheim i Oppenau), sent els d'Alsàcia annexats al regne de França (reconegut pel Sacre Imperi Romà amb el Tractat de Ryswick de 1697). Des d'un estricte punt de vista religiós, l'annexió a França va permetre la restauració completa del catolicisme. No obstant això, només en 1681 la catedral, per voluntat expressa de Lluís XIV, va tornar al culte catòlic.
La Revolució Francesa i el Congrés de Viena alteraren completament la geografia política i eclesiàstica de tota la regió.
Després del concordat, mitjançant la butlla Qui Christi Domini del 29 de novembre de 1801 de facto s'erigí una nova diòcesi d'Estrasburg, que corresponia als territoris francesos dels departaments de l'Alt i Baix Rin: comprenia els antics territoris diocesans a la riba esquerra del Rin, la majoria de les porcions de terra recuperats de les diòcesis d'Espira, Metz i especialment Basilea. Al mateix temps es va convertir en part de la província eclesiàstica de l'arxidiòcesi de Besançon.
El 1803 el territori a la riba dreta del Rin va ser secularitzat i annexat al Gran Ducat de Baden. Amb la reforma de les diòcesis alemanyes a la primera meitat del segle xix, aquesta part de l'antiga diòcesi d'Estrasburg va ser dividida entre les noves seus de Friburg i, en menor mesura, de Rottenburg.
Després dels esdeveniments de 1871 i que Alsàcia passés a formar part d'Alemanya el 14 de juny de 1874 pel decret Rem in ecclesiastica de la Congregació Consistorial, la diòcesi es va convertir en immediatament subjecta a la Santa Seu. El 10 de juliol del mateix any va adquirir els territoris que havien pertangut a la diòcesi de Sant-Die i que després de la guerra francoprussiana s'havien convertit en alemanys. Però al mateix temps va perdre els territoris del sud, que romangueren francesos, i que avui conformen la diòcesi de Belfort-Montbéliard.
La diòcesi va ser elevada al rang d'arxidiòcesi, no metropolitana, l'1 de juny de 1988 amb la butlla Antiquissima ipsa del Papa Joan Pau II.
Pel seu desenvolupament històric particular, a diferència de la resta del país, on s'aplica el règim de separació d'església i estat, a l'arxidiòcesi d'Estrasburg es troba encara en vigor el concordat de 1801. Això implica, per exemple:
- que els arquebisbes d'aquesta seu són nomenats pel President de la República Francesa i reben la institució canònica per la Santa Seu; la data oficial de nomenament és la de la publicació conjunta en el Diari Oficial de la República Francesa i a L'Osservatore Romano.
- que l'ensenyament de la religió és obligatori a les escoles primàries i secundàries;
- que els sacerdots de l'arxidiòcesi reben un salari de l'Estat comparable al dels funcionaris de la categoria A;
- que la Universitat Estatal d'Estrasburg hi ha una Facultat de Teologia Catòlica que depèn directament de la Santa Seu.

## Cronologia episcopal
- Sant Amand † (citat el 346)
- Justus †
- Sant Maximinus †
- Valentinus † (vers el 530)
- Solarius †
- Alsoaldus † (assistí a un sínode a París el 10 d'octubre del 614)
- Biulfus †
- Magnus †
- Aldus †
- Garoinus †
- Landbertus †
- Rotharius † (citat entre el 663 i el 675)[4]
- Sant Arbogast † (vers el 678)
- Sant Florenci † (678-693)
- Rodobaldus †
- Magnebertus †
- Lobiolus †
- Gundoaldus †
- Gando†
- Witgernus † (citat el 728)
- Wandalfridus † (728-734)
- Heddo † (abans del 737 - després de desembre de 775)
- Helidulfus † (després de 760-abans de 768)
- Remigi † (citat el 778)
- Rachion † (783 - després del 787)
- Uto I† (786-Ý 816)
- Erlehardus † (816-817)
- Adalloc o Adeloch † (abans del 816 - després del 820)
- Bernoldus † (abans de juny de 823 - després del 833)
- Uto II †
- Ratoldus † (abans de d'agost de 840[5] - després del 12 de juny de 873)
- Reginhardus † (? - de maig de 888 mort)
- Baldramus † (de juny de 888 - 12 d'abril de 906 mort)
- Otbertus † (906 - 30 d'agost de 913 mort)
- Gozfridus † (abans del 13 de setembre de 913 - 8 de novembre de 913 mort)
- Richewin† (914 - 30 d'agost de 933 mort)
- Ruthard† (10 de novembre de 933 - 5 d'abril de 950 mort)
- Uton III† (13 d'agost de 950 - 26 d'agost de 965 mort)
- Erchenbald† (17 de setembre de 965 - 11 d'octubre de 991 mort)
- Widerold † (992 - 4 de juliol de 999 mort)
- Amawich, O.S.B. † (999 - 3 de febrer de 1001 mort)
- Werner I de Baviera † (1001 - 28 d'octubre de 1029 mort)
- Guillem de Baviera † (1030 - 7 de novembre de 1047 mort)
- Hermann d'Estrasburg† (maig de 1048 - 15 de gener de 1065 mort)
- Werner II von Achalm † (1065 - 1079 mort)
- Thiepald † (1079 - 1084 mort)
- Otto von Büren † (1085 - 3 d'agost de 1100 mort)
- Balduí d'Estraburg † (1100 - 1100 mort)[6]
- Cunon† (1100 - 1123 deposat)
- Bruno von Hochberg † (1123 - 1126 deposat)
- Eberhard d'Estrasburg† (vers 1126 - 1127)
  - Sede vacante (1127-1129)
- Bruno de Hohenberg † (octubre de 1129 - 22 de març de 1131 renuncià) (per segona vegada)
- Gebeard von Urach † (22 de març de 1131 - 1141 mort)
- Burchard † (10 d'abril de 1141 - 10 de juliol de 1162 mort)
- Rodolf d'Estrasburg † (1162 - 1179 deposat)
- Conrad I de Geroldseck † (20 de desembre de 1179 - 21 de desembre de 1180 mort)
- Enric I de Haseburg † (abans del 18 d'abril de 1181 - 25 de març de 1190 mort)
- Conrad II de Huneburg † (10 d'abril de 1190 - 3 de novembre de 1202 mort)
- Enric II de Veringen † (1202 - 11 de març de 1223 mort)
- Berthold Ier de Teck † (1223 - 1244 mort)
- Enric III de Stahleck † (1245 - 3 de març de 1260 mort)
- Gautier de Geroldseck † (27 de març de 1260 - 12 de febrer de 1263 mort)
- Enric IV de Geroldseck † (abans del 22 d'abril de 1263 - 1273 mort)
- Conrad de Lichtenberg† (1273 - 1 d'agost de 1299 mort)
- Frederic de Lichtenberg† (15 de setembre de 1299 - 20 de desembre de 1305 mort)
- Joan I de Dirpheim † (18 de febrer de 1306 - 6 de novembre de 1328 mort)
- Berthold II de Bucheck, O.T. † (28 de novembre de 1328 - 25 de novembre de 1353 mort)
- Joan II de Lichtenberg† (15 de gener de 1354 - 14 de setembre de 1365 mort)
- Joan de Luxemburg-Ligny† (23 de desembre de 1365 - 28 d'abril de 1371 nomenat arquebisbe de Magúncia)
- Lambert de Buren† (28 d'abril de 1371 - 28 d'abril de 1374 nomenat bisbe de Bamberg)
  - Lambert de Bruren † (27 d'agost de 1374 - 1375 renuncià) (administrador apòstolic)
- Frederic de Blankenheim† (5 de juliol de 1375 - 7 de juliol de 1393 nomenat bisbe d'Utrecht)
  - Ludovic de Thierstein, O.S.B. † (1393 mort) (bisbe electe)
  - Burcard de Lützelstein † (1393 - 1394 mort) (bisbe electe)
- Guillem de Diest † (27 de juliol de 1393 - 6 d'octubre de 1439 mort)
- Conrad de Busnang † (de novembre de 1439 - 11 de novembre de 1440 renuncià)
- Robert del Palatinat-Simmern † (11 de novembre de 1440 - 18 d'octubre de 1478 mort)
- Albert del Palatinat-Mosbach † (18 de gener de 1479 - 20 d'agost de 1506 mort)
- Guillem III de Hohenstein† (4 de desembre de 1506 - 29 de juny de 1541 mort)
- Erasmus Schenk von Limburg† (9 de desembre de 1541 - 27 de novembre de 1568 mort)
- Joan de Manderscheid † (26 de juny de 1573[7] - 2 de maig de 1592 mort)
  - Carles de Lorena † (1 de juliol de 1592 - 24 de novembre de 1607 mort) (administrador apòstolic)
- Leopold Guillem d'Àustria † (24 de novembre de 1607 - 19 d'abril de 1626 renuncià)
  - Leopold Guillem d'Àustria † (10 d'octubre de 1626 - 21 de novembre de 1662 mort) (administrador apòstolic)
- Franz Egon von Fürstenberg † (30 de juliol de 1663 - 1 d'abril de 1682 mort)
- Wilhelm Egon von Fürstenberg † (11 de gener de 1683 - 9 d'abril de 1704 mort)
- Armand Gaston Maximilien de Rohan, príncep de Rohan † (9 d'abril de 1704 - 19 de juliol de 1749 mort)
- Armand de Rohan-Soubise † (19 de juliol de 1749 - 28 de juny de 1756 mort)
- Louis Constantin de Rohan, príncep de Rohan-Guéméné † (3 de gener de 1757 - 11 de març de 1779 mort)
- Louis René Édouard de Rohan, príncep de Rohan-Guéméné † (11 de març de 1779 - 29 de novembre de 1801 renuncià)
- Jean-Baptiste Pierre Saurine † (29 d'abril de 1802 - 9 de maig de 1813 mort)
  - Sede vacante (1813-1819)
- Gustave Maximilien Juste de Croÿ-Solre † (23 d'agost de 1819 - 17 de novembre de 1823 nomenat arquebisbe de Rouen)
- Claude-Marie-Paul Tharin † (24 de novembre de 1823 - 3 d'abril de 1827 renuncià)
- Jean-François-Marie Le Pappe de Trévern † (9 d'abril de 1827 - 27 d'agost de 1842 mort)
- Andreas Räß † (27 d'agost de 1842 - 17 de novembre de 1887 mort)
- Pierre-Paul Stumpf † (17 de novembre de 1887 - 10 d'agost de 1890 mort)
- Adolf Fritzen † (1 de juny de 1891 - 31 de juliol de 1919 renuncià)
- Charles-Joseph-Eugène Ruch † (1 d'agost de 1919 - 29 d'agost de 1945 mort)
- Jean-Julien Weber, P.S.S. † (29 d'agost de 1945 - 30 de desembre de 1966 jubilat) arquebisbe a títol personal
- Léon-Arthur Elchinger † (30 de desembre de 1966 - 16 de juliol de 1984 jubilat)
- Charles-Amarin Brand † (16 de juliol de 1984 - 23 d'octubre de 1997 jubilat) arquebisbe des de 1988
- Joseph Pierre Aimé Marie Doré, P.S.S. (23 d'octubre de 1997 - 25 d'agost de 2006 renuncià)
- Jean-Pierre Grallet, O.F.M. (21 d'abril de 2007 - 18 de febrer de 2017 jubilat)
- Luc Ravel, C.R.S.V. (18 de febrer de 2017 - 27 de maig de 2023 renuncià)
- Pascal Delannoy, des del 28 de febrer de 2024

## Estadístiques
A finals del 2014, la diòcesi tenia 1.380.000 batejats sobre una població de 1.843.000 persones, equivalent al 74,9% del total.
| any  | població  | població  | població | sacerdots | sacerdots       | sacerdots       | sacerdots             | diaques | religiosos | religiosos | parròquies |
| ---- | --------- | --------- | -------- | --------- | --------------- | --------------- | --------------------- | ------- | ---------- | ---------- | ---------- |
| any  | batejats  | total     | %        | total     | clergat secular | clergat regular | batejats por sacerdot | diaques | homes      | dones      |            |
| 1950 | 893.899   | 1.216.490 | 73,5     | 1.325     | 1.155           | 170             | 674                   |         | 300        | 1.200      | 725        |
| 1970 | 1.100.000 | 1.412.385 | 77,9     | 1.205     | 1.205           |                 | 912                   |         |            |            | 767        |
| 1980 | 1.170.000 | 1.543.000 | 75,8     | 1.427     | 993             | 434             | 819                   |         | 625        | 3.616      | 773        |
| 1990 | 1.290.000 | 1.620.000 | 79,6     | 1.167     | 848             | 319             | 1.105                 | 23      | 461        | 2.649      | 767        |
| 1999 | 1.368.000 | 1.713.416 | 79,8     | 1.009     | 697             | 312             | 1.355                 | 45      | 444        | 2.006      | 767        |
| 2000 | 1.300.000 | 1.708.025 | 76,1     | 995       | 682             | 313             | 1.306                 | 45      | 453        | 1.970      | 767        |
| 2001 | 1.300.000 | 1.713.416 | 75,9     | 971       | 658             | 313             | 1.338                 | 45      | 436        | 1.866      | 750        |
| 2002 | 1.300.000 | 1.713.416 | 75,9     | 957       | 644             | 313             | 1.358                 | 45      | 417        | 1.793      | 767        |
| 2003 | 1.300.000 | 1.713.416 | 75,9     | 907       | 619             | 288             | 1.433                 | 50      | 418        | 1.728      | 762        |
| 2004 | 1.350.000 | 1.800.000 | 75,0     | 920       | 649             | 271             | 1.467                 | 51      | 367        | 1.686      | 767        |
| 2010 | 1.360.000 | 1.900.000 | 71,6     | 830       | 572             | 258             | 1.638                 | 73      | 341        | 1.257      | 767        |
| 2014 | 1.380.000 | 1.843.000 | 74,9     | 722       | 517             | 205             | 1.911                 | 80      | 282        | 1.050      | 767        |